# A Humdrum Star
 (octobre 2019).
Albums de GoGo Penguin
Man Made Object
(2016) Ocean in a Drop
(2019)
A Humdrum Star est le quatrième album du trio de jazz britannique GoGo Penguin, publié le 9 février 2018. Le titre est emprunté à l’astrophysicien américain Carl Sagan.

## Liste des titres de l'album

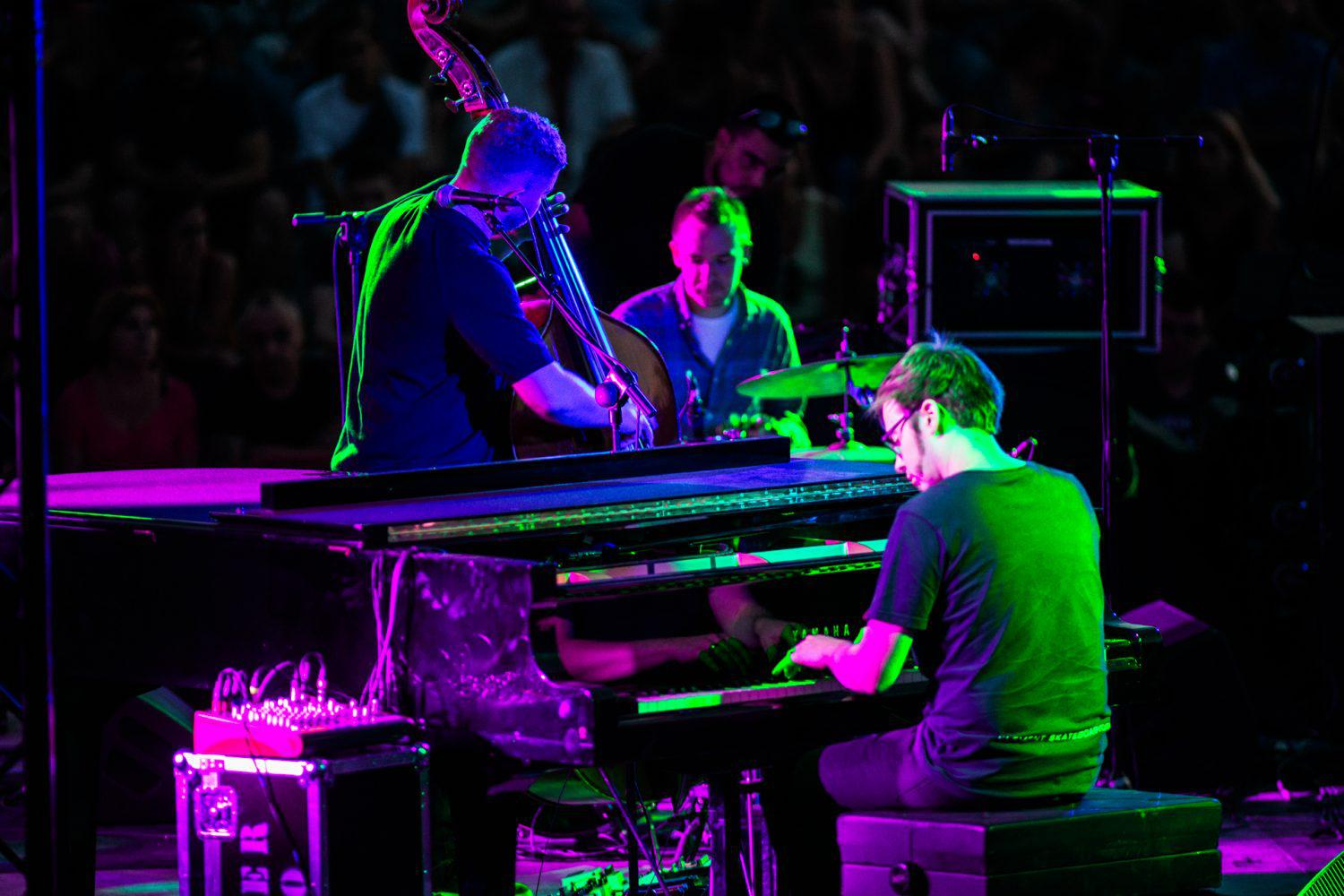
Gogo Penguin en concert en 2018.

1. Prayer – 2 min 54 s
2. Raven – 4 min 57 s
3. Bardo – 7 min 14 s
4. A Hundred Moons – 4 min 27 s
5. Strid – 8 min 10 s
6. Transient State – 5 min 59 s
7. Return to Text – 5 min 22 s
8. Reactor – 6 min 17 s
9. Window – 5 min 21 s

## Musiciens
- Chris Illingworth : piano.
- Nick Blacka : contrebasse.
- Rob Turner : batterie.

## Accueil critique
L'album est décrit comme cosmique et exaltant par la critique, qui salue la diversité de l'album. Le clip du titre Bardo est considéré comme un des plus beaux de l'année par Radio Nova.